# Dt.Appledog's Time
Dt.Appledog's Time (chino simplificado= 亲爱的，挚爱的, pinyin= Qin Ai De, Zhi Ai De, también conocida como Go Go Squid 2), es una serie china la cual transmitida del 4 de febrero de 2021 hasta el 26 de febrero de 2021 a través de iQiyi y Jiangsu TV.
La serie es un spin-off de la popular serie Go Go Squid! (2019). 
Está adaptada de la novela "Fish Playing While Trapped in a Secret Room" (密室困游鱼) de Mo Bao Fei Bao.

## Sinopsis
A través de su arduo trabajo y talento Wu Bai ha logrado convertirse en el jugador estrella más joven de la competencia nacional de robots. Después de formar un equipo y llegar a la ronda final de la competencia, se topa con Ai Qing, la persona que lo inició en su pasión.
A través de la competencia de robots. ambos están decididos a promover la popularización y aplicación de robots tecnológicos en la generación más joven, lo que acelerará la velocidad del rejuvenecimiento de la ciencia y la tecnología del país.
Como competidores, el talento persistente y extraordinario de Wu Bai atrae a Ai Qing, mientras que la pasión de Ai Qing por su trabajo, la persistencia en perseguir sus sueños y tácticas sobresalientes le valen el respeto de Wu Bai. Los dos se apoyan mutuamente durante la competencia y llevan a sus respectivos equipos a la victoria.

## Reparto

### Personajes principales
| Actor     | Personaje | N.º de episodios | Notas |
| --------- | --------- | ---------------- | --- |
| Hu Yitian | Wu Bai    | 38               | Nombre de usuario: DT Alias: "God's Left Hand" Posición: es el capitán del equipo "K&K". Información personal: es el primo de Han Shangyan. Está enamorado de Ai Qing, con quien comienza a salir y la pareja más tarde se casa. |
| Li Yitong | Ai Qing   | 38               | Nombre de usuario: Appledog Posición: es la líder del equipo "SP". Información personal: es la hermana mayor de Ai Jing. Salió con Wang Hao cuando eran jóvenes. Más tarde comienza a salir con Wu Bai y la pareja se casa.      |

### Personajes secundarios

#### Equipo "K&K"
| Actor              | Personaje  | N.º de episodios | Notas |
| ------------------ | ---------- | ---------------- | --- |
| Xu Yao             | Mi Shaofei | -                | Nombre de usuario: Xiao Mi Posición: es el líder del equipo.                                             |
| Li Mingde (李明德) | Ling Shan  | -                | Nombre de usuario: 97 Información personal: es un joven vivaz y extrovertido, a quien le encanta hablar. |
| Wang Anyu          | Shen Zhe   | -                | Nombre de usuario: Grunt Información personal: está enamorado de Ai Jing.                                |
| Xu Yuexiao         | Zhou Yi    | -                | Nombre de usuario: One                                                                                   |

#### Equipo "SP"
| Actor        | Personaje | N.º de episodios | Notas |
| ------------ | --------- | ---------------- | --- |
| Pang Hanchen | Wang Hao  | -                | Nombre de usuario: Solo Posición: es el capitán del equipo. Información personal: es el exnovio de Ai Qing. |
| Liu Shuai    | Ou Qiang  | -                | Nombre de usuario: All                                                                                      |
| Xu Yang      | Zhou Hua  | -                | Nombre de usuario: Hua Ti                                                                                   |
| -            | Lin Yin   | -                | Nombre de usuario: Inin                                                                                     |
| -            | 淘其涛    | -                | Nombre de usuario: TaoTao                                                                                   |

### Otros personajes
| Actor         | Personaje | N.º de episodios | Notas                                                 |
| ------------- | --------- | ---------------- | ----------------------------------------------------- |
| Wang Keru     | Ai Jing   | -                | Es la hermana de Ai Qing, está enamorada de Shen Zhe. |
| Huang Haibing | -         | -                |                                                       |
| Yuan Yuhan    | -         | -                |                                                       |
| Ariel Ann     | Tian Na   | -                |                                                       |

### Apariciones especiales
| Actor            | Personaje    | Episodios donde apareció | Notas |
| ---------------- | ------------ | ------------------------ | --- |
| Li Xian          | Han Shangyan | 2, 11-13, 30, 36, 38     | Nombre de usuario: God Gun Posición: es el jefe e inversor del equipo "K&K" Información personal: es el primo de Wu Bai y esposo de Tong Nian. Es un legendario jugador en el mundo de los e-sports. Cuando Wu Bai comienza a perder la vista y su primera cirugía no tiene éxito, Shangyan es el primero en animarlo para realizarse una segunda operación. |
| Yang Zi          | Tong Nian    | 28, 33-34, 36, 38        | Información personal: es la esposa de Han Shangyan. Una joven alegre y dulce, que además es buena en la programación de tecnología de la información. |
| Paul Chun (秦沛) | Abuela Han   | 12-14, 23, 27, 32, 35-38 | Es el abuelo de Han Shangyan y Wu Bai. |

## Episodios
La serie está conformada por treinta y ocho episodios, los cuales fueron emitidos todos los martes, miércoles, jueves  y viernes.

### Ratings
Los números en color rojo indican las calificaciones más bajas, mientras que los números en azul indican las calificaciones más altas.

## Música
| Parte | Intérpretes            | Canción                                  | Notas |
| ----- | ---------------------- | ---------------------------------------- | ----- |
| 1     | Chen Xueran            | "The First Ray of Sunlight" (第一道阳光) |       |
| 2     | Liu Yuning             | "Palpitation" (Heart Moved, 心动)        |       |
| 3     | Della Ding (Ding Dang) | "Friga" (弗丽嘉)                         |       |
| 4     | Zhang Xianzi           | "Tears of Stars" (星星的眼泪)            |       |

## Producción
La serie también es conocida como "Go Go Squid! 2", "Appledog's Time", "My Dear Fish", "Go Go Squid 2: DT. Appledog's Time" y/o "Wo de shi dai, ni de shi dai".
Está basada en la novela "Fish Playing While Trapped in a Secret Room" (Mi Zhi Kun You Yu, 密室困游鱼) de Mo Bao Fei Bao.
Es el spin-off de la popular serie china Go Go Squid! protagonizada por los actores Yang Zi y Li Xian en el 2019.
En agosto del 2020 se anunció la producción de la serie "Dt.Appledog's Time", la cual estaría centrada en los personajes de Wu Bai y Ai Qing (quienes serán interpretados por los actores Hu Yitian y Li Yitong respectivamente). Originalmente en Go Go Squid! el papel de Ai Qing fue interpretado por la actriz Wang Zhenger, mientras que los actores Wen Yifan, Lee Hong-chi, Li Zefeng y Liu Shuai interpretaron a Shen Zhe, Mi Shaofei, Wang Hao y a Ou Qiang respectivamente.
Fue dirigida por Yu Zhongzhong, quien contó con el apoyo del guionista Zhao Xiaolei.
Las filmaciones comenzaron el 15 de mayo de 2020 y después de tres meses finalizaron el 29 de agosto del mismo año.
La serie también contó con el apoyo de las compañías de producción Huace Croton, Gcoo Entertainment e iQIYI.